# Luca Paletti
Luca Paletti (Reggio Emilia, 5 juni 2004) is een Italiaans wielrenner.

## Carrière
In 2023 werd Paletti prof bij Green Project-Bardiani CSF-Faizanè. In 2025 maakte hij zijn debuut in een Monument: in Milaan-Sanremo eindigde hij op plek 111.

## Resultaten in voornaamste wedstrijden
|      | \| Jaar \| Milaan-San Remo \| \| ---- \| --------------- \| \| 2025 \| 111e \| |
| Jaar | Milaan-San Remo                                                                |
| 2025 | 111e                                                                           |

## Ploegen
- 2023 –  Green Project-Bardiani CSF-Faizanè
- 2024 –  VF Group-Bardiani CSF-Faizanè
- 2025 –  VF Group-Bardiani CSF-Faizanè